# Маріус (фільм, 1931)
«Маріус» (фр. Marius) — французький фільм 1931 року, поставлений режисером Александром Кордою за однойменною п'єсою Марселя Паньоля, що вийшла 1929 року. Перша частина легендарної трилогії «Маріус» — «Фанні» — «Сезар», яку в Марселі називають «Le Film» («Той самий Фільм»).
Фільм був обрано для показу у програмі Класика Канн на Каннському кінофестивалі 2015 року .

## Сюжет
Маріус, 23-річний син вдівця Сезара Олів'є, власника «Бару де ла Марін»», розташованого біля самого моря в Старому порту Марселя, думає лише про те, як би вирушити в далекі краї на великому кораблі, що постійно пропливають мимо; поки ж він згнітивши серце обслуговує відвідувачів батьківського закладу. Фані, донька торговки рибою Оноріни, — його подруга з дитинства. Вона багато років закохана в Маріуса, але оскільки той не признається їй в кохання, вона намагається пробудити в ньому ревнощі, думаючи про весілля зі старим багатієм Паніссом, вітрильним майстром у Старому порту. Маріус таємно вимовив для себе місце на борту «Малайзії». Фані зізнається йому, що плани її весілля з Паніссом є лише вигадкою. «Я хочу вийти за тебе», — говорить вона йому. «Я не можу одружитися, — відповідає Маріус і додає: — Якби я коли-небудь одружився, то на тобі». Матрос, якого він повинен був змінити на борту «Малайзії», повертається, і Маріус залишається удома.
Місяць потому Сезар грає в карти з друзями: Паніссом, капітаном порома Ескартефігом і мосьє Бреном, митним контролером з Ліона. Один за одним усі вони покидають стіл, роздратовані звичним шахрайством Сезара. Маріус таємно ходить до Фанні відколи він сказав їй, що його тяга до мандрів минула безслідно. Проте пізніше Фанні дізнається, що Маріус плаче ночами від невгамовної любові до моря і туги за далекими краями. Вона не хоче псувати життя Маріусу і умовляє його поїхати, а щоб Маріуса не мучила совість, вона говорить йому, що готується вийти з розрахунку за Панісса. Стежачи з вікна за тим, як відпливає його корабель, вона відволікає Сезара розмовами про своє майбутнє весілля з Маріусом, після чого втрачає свідомість.

## У ролях
| Ремю                | ···· | Сезар Олів'є, власник портової таверни |
| П'єр Френе          | ···· | Маріус Олів'є, його син                |
| Оран Демазі         | ···· | Фанні Кабані́, кохана Маріуса           |
| Аліда Руфф          | ···· | Оноріна Кабані, її мати                |
| Фернан Шарпен       | ···· | Оноре Панісс, багатий промисловець     |
| Поль Дюллак         | ···· | Фелікс Ескартефіг, капітан             |
| Робер Ваттьє        | ···· | мосьє Брен, молодий митник             |
| Едуар Дельмон       | ···· | Ле Голек, старпом с «Малайзії»         |
| Мопі                | ···· | Манжіапан                              |
| Александр Міхалеско | ···· | Пікуазо, зубожілий моряк               |

## Історія створення
Варіант екранізації п'єси, запропонований Марселем Паньолем був знятий Александром Кордою за п'ять тижнів. За словами Паньоля, Корда «не знімав ні єдиного плану, не пояснивши мені заздалегідь, що він хоче зробити і навіщо». Паньоль називає їх співпрацю братською; через багато років він підтверджує своєму головному біографові Клоду Бейлі, що здійснював дуже пильний контроль за зйомками.
Одночасно з французькою версією знімалися дві іншомовні: німецька і шведська. За свідченням Паньоля вони були досить різними за монтажем і стилем, і були приречені на провал: «Під золотим якорем» (нім. Zum goldenen Anker), також поставлена Кордою з Альбертом Бассерманом в ролі Сезара, і «Туга за морем» (швед. Langtan till havet), поставлена Джоном У. Бруніусом.

## Критика
Кінооглядач і критик Ноель Мюррей з агентства The Onion, сатиричного видання, яке рідко лояльне до критикованих авторів, так характеризує фільм: «Трилогія закріпила за французьким кіно поняття „традиція якості“, в якому гра акторів і розкриття теми ставиться вище за зовнішній блиск. Самі фільми розповідні і комічні, повні життєвих упізнаваних персонажів і дуже натуралістичних дрібниць, французьких, як сир Брі або Жак Таті».